# Un garçon pas comme les autres (Ziggy)
”Un garçon pas comme les autres (Ziggy)” (ang. A Boy Unlike The Others (Ziggy), pol. Chłopak nie taki jak inni (Ziggy)) jest piosenką z albumu Céline Dion Dion chante Plamondon. „Un garçon pas comme les autres (Ziggy)” została wydana jako drugi komercyjny singiel z albumu we Francji (28 czerwca 1993 r.) oraz piąty i ostatni singiel radiowy w Kanadzie.
Piosenka opowiada historię o kobiecie zapaleńczo zakochanej w geju i w oryginale była śpiewana przez Fabienne Thibeault w musicalu Starmania (1978 r.).
Dion nagrała również anglojęzyczną wersję „Ziggy”, która została włączona do kompilacji Tycoon wydanej we wrześniu 1992 roku (składanka uzyskała status platynowej płyty we Francji).
Do utworu nakręcono dwa podobne teledyski, jeden do francuskiej wersji piosenki, a drugi do angielskiej. Obydwa klipy zostały wyreżyserowane przez Lewisa Fureya (męża i producenta Quebeckiej aktorki/piosenkarki Carole Laure). Pierwszy z nich został umieszczony na kompilacji DVD Dion On ne change pas wydanej w 2005 roku.
Wersje na żywo „Ziggy” można znaleźć na późniejszych live albumach Dion: À l’Olympia, Live à Paris i Au cœur du stade. Piosenka została włączona również do dwóch kompilacji kanadyjki: The Collector’s Series, Volume One and On ne change pas.
"Ziggy” doszła do 2 miejsca na liście najlepiej sprzedających się singli we Francji i uzyskał złoty status za sprzedaż ponad 365,000 kopii. Singiel spędził w zestawieniu prawie rok, w tym 7 tygodni na 2 miejscu i 18 w pierwszej dziesiątce. „Ziggy” był przełomowym singlem Dion we Francji i jej największym hitem od czasów „D’amour ou d'amitie” z 1983 roku.
Piosenka była później śpiewana przez wokalistkę podczas koncertów w ramach jej światowej trasy koncertowej Taking Chances Tour.

## Formaty i lista utworów
'Francuski CD Single
1. „Ziggy” (English version) – 2:58
2. „Un garçon pas comme les autres (Ziggy)” – 2:58

## Pozycje, sprzedaż i certyfikaty
| Kraj                    | Pozycja | Certyfikat | Sprzedaż |
| ----------------------- | ------- | ---------- | -------- |
| Francja - Singles Chart | 2(7)    | Złoto      | 365,000+ |